# 佐藤信彦 (映画プロデューサー)
佐藤 信彦（さとう のぶひこ、1954年 - ）は、フジテレビジョンに所属する、日本の映画プロデューサー。

## 経歴
東京都に生まれ、東京外国語大学を卒業した。1985年にフジテレビジョンに入社し、劇場用映画事業に従事し、また、CSデジタル放送、地上デジタル・データ放送、ブロードバンドコンテンツ配信などの事業開発にあたり、行政関係や業界団体の委員等を務めた。
フジテレビジョンデジタルコンテンツ局デジタル企画室部長を経て、局次長。また、関連会社であるサテライト・サービスや日本映画放送などの役員も務めている。

## 関与した映画作品
- 彼女が水着にきがえたら、1989年 - コーディネーター[5]
- タスマニア物語、1990年 - プロデューサー補佐[5]
- 波の数だけ抱きしめて、1991年 - アソシエイト・プロデューサー[5]
- That's カンニング! 史上最大の作戦?、1996年 - 製作総指揮[6]
- デボラがライバル、1997年 - エグゼクティブ・プロデューサー[6]
- ときめきメモリアル、1997年 - 製作総指揮[6]
- CAT'S EYE キャッツ・アイ、1997年 - 製作総指揮[6]
- 東京日和、1997年 - 製作総指揮[6]